# Matsia
Matsia (em sânscrito:  मत्स्य, lit. peixe) é o avatar de peixe do deus hindu Vixnu. Muitas vezes descrito como o primeiro dos dez avatares primários de Vixnu, Matsia é descrito como tendo resgatado o primeiro homem, Manu, de um grande dilúvio. Matsia pode ser descrito como um peixe gigante, muitas vezes de cor dourada, ou antropomorficamente com o torso de Vixnu conectado à metade traseira de um peixe.
O relato mais antigo de Matsia é encontrado no Shatapatha Brahmana, onde Matsia não está associado a nenhuma deidade em particular. O salvador de peixes mais tarde se funde com a identidade de Brama na era pós-védica e, ainda mais tarde, passa a ser considerado com Vixnu. As lendas associadas ao Matsia se expandem, evoluem e variam nos textos hindus. Essas lendas têm simbolismo embutido, onde um pequeno peixe com a proteção de Manu cresce para se tornar um grande peixe, e o peixe salva o homem que seria o progenitor da próxima raça da humanidade. Em versões posteriores, Matsia mata um demônio chamado Hayagriva (filho do sábio Caxiapa e Diti) que rouba os Vedas, e assim é louvado como o salvador das escrituras.
O conto é atribuído com o motivo dos mitos do dilúvio, comuns em todas as culturas.

## Etimologia
A divindade Matsia deriva seu nome da palavra matsya (em sânscrito:  मत्स्य), que significa "peixe". Monier-Williams e R. Franco sugerem que as palavras matsa e matsya, ambas significando peixe, derivam da raiz mad, que significa "regozijar-se, alegrar-se, exultar, deleitar-se ou deleitar-se". Assim, matsya significa o "alegre". O gramático e etimologista sânscrito Iasca (por volta de 600 a.C.) também se refere à mesma afirmação de que os peixes são conhecidos como matsya como "eles se divertem comendo uns aos outros". Iasca também oferece uma etimologia alternativa de matsya como "flutuar na água" derivado das raízes syand (flutuar) e madhu (água). A palavra sânscrita matsya é cognata com o prácrito maccha ("peixe").